# 傑瑞德·沃爾許
傑瑞德·詹姆斯·沃爾許（英語：Jared James Walsh，1993年7月30日—），為美國職棒大聯盟的一壘手與外野手，目前為自由球員。他先前曾效力於天使與遊騎兵兩隊。

## 職業生涯
2015年美國職棒大聯盟選秀，天使在第39輪選進沃爾許。他在小聯盟幾乎以一年升一級的方式往大聯盟邁進，最後他在2019年受邀參加大聯盟春訓。當時球隊還將他視為投打二刀流選手來培養，後來他在5月15日正式登上大聯盟，並在初登場敲出3支安打。5月26日，沃爾許靠著遊騎兵的再見失誤拿下生涯首分打點。2020年春訓，沃爾許因為手臂受傷開始減少投球次數。這年他的打擊率為2成93，並敲出全隊次高的9轟。最後他在新人王票選上拿下第七名，雖然天使戰績不佳，但沃爾許被許多人視為是天使隊少數的打擊亮點。
2021年，球隊宣布將讓沃爾許專注在打擊上。5月，他們將指定打擊亞伯特·普荷斯釋出，並讓沃爾許獲得更多上場空間。這年他的打擊率為2成77，並敲出29轟與98分打點，並成功入選明星賽。不過他面對左投的打擊率僅2成08，為全聯盟最低。

## 外部連結
- 球員資訊和成績在MLB，ESPN，Baseball-Reference，Fangraphs（英文）

| 成就                     | 成就                   | 成就               |
| ------------------------ | ---------------------- | ------------------ |
| 前任： 愛德華多·艾斯科巴 | 完全打擊 2022年6月11日 | 繼任： 奧斯汀·海斯 |